# Danh sách nhạc sĩ ngầu nhất của NME
— Biên tập viên Conor McNicholas của NME phát biểu vào năm 2003
Danh sách nhạc sĩ ngầu nhất của NME (tiếng Anh: NME's Cool List) là một danh sách thường niên tập hợp những nhạc sĩ nổi tiếng do tạp chí âm nhạc Anh NME biên soạn. Danh sách do các cây viết và nhà báo của tạp chí lập ra vào tháng 11 hàng năm, dựa trên 50 nhạc sĩ mà họ thấy là "ngầu nhất". NME lần đầu công bố danh sách từng năm qua cả ấn bản chuyên mục của tạp chí và website chính thức của họ mang tên NME.com. Ấn bản danh sách nhạc sĩ ngầu nhất thường có được lượng doanh số cao. Ngày 29 tháng 10 năm 2002, danh sách đầu tiên được đăng để ghi danh những nhân vật "xếp hàng đầu trong giới âm nhạc". Năm ấy Jack White (ca sĩ chính của ban nhạc rock người Mỹ The White Stripes) đã giành vị trí dẫn đầu cuộc bầu chọn đầu tiên. Kể từ đó, danh sách được đăng thêm tám lần nữa, kéo dài hàng năm từ năm 2003 đến 2011, ngoại trừ năm 2009. Những nhạc sĩ như Justin Timberlake, Pete Doherty và Laura Marling đã lần lượt dẫn đầu danh sách những năm tiếp theo. Nghệ sĩ cuối cùng đứng đầu "danh sách nhạc sĩ ngầu nhất" của NME là rapper người Mỹ Azealia Banks vào năm 2011.
Ngoài danh sách nhạc sĩ ngầu nhất (Cool List), NME còn thường xuyên xuất bản các danh sách khác, ví dụ như "Danh sách nhân vật trông đần nhất" (Fool List), "Danh sách nhân vật từng ngầu, nhưng giờ đã hết" (Had It, Lost It List), "Danh sách nhân vật ngầu nhất không theo nghề nhạc sĩ" (If Only They Rocked List) và "Danh sách địa điểm ngầu nhất" (Cool Places List). "Danh sách nhân vật trông đần nhất" gồm những cái tên như George W. Bush và Mark Ronson, "Danh sách nhân vật từng ngầu, nhưng giờ đã hết" có sự góp mặt của Bobby Gillespie và Richard Archer, còn "Danh sách nhân vật ngầu nhất không theo nghề nhạc sĩ" gồm các cái tên như Ferenc Gyurcsány và Charlie Brooker. Cùng với doanh số bán cao, danh sách nhạc sĩ ngầu nhất cũng thu hút sự chỉ trích dữ dội nhắm vào NME từ cả phía các nhà báo lẫn dư luận. Các danh sách của tạp chí đã vấp phải những lời phê bình từ nhiều nguồn khác nhau, gồm các nhà báo âm nhạc, ngôi sao nhạc pop và các tổ chức từ thiện về ma túy.

## Lịch sử ra đời
Năm 2002, danh sách nhạc sĩ ngầu nhất lần đầu được biên soạn với người chiến thắng đầu tiên là Jack White – ca sĩ chính của The White Stripes. White đứng đầu danh sách vì "từ chối Gap, tái khám phá món nợ của rock đối với blues và là ngọn lửa đã thiêu đốt toàn bộ cuộc cách mạng nhạc rock mới". Năm 2003, ngôi sao nhạc pop người Mỹ Justin Timberlake xếp đầu danh sách nhạc sĩ ngầu nhất, khi tạp chí dành lời khen "những bước thăng tiến xuất sắc trong sự nghiệp, tài năng thực sự, sự lôi cuốn và ngoại hình điển trai" của anh. Phó biên tập Alex Needham nhận xét: "Trong một thế giới toàn những người nổi tiếng nhỏ bé hay than vãn, Justin biến việc trở thành siêu sao trở nên thú vị nhất có thể với bộ quần áo đã giảm một nửa giá của bạn".

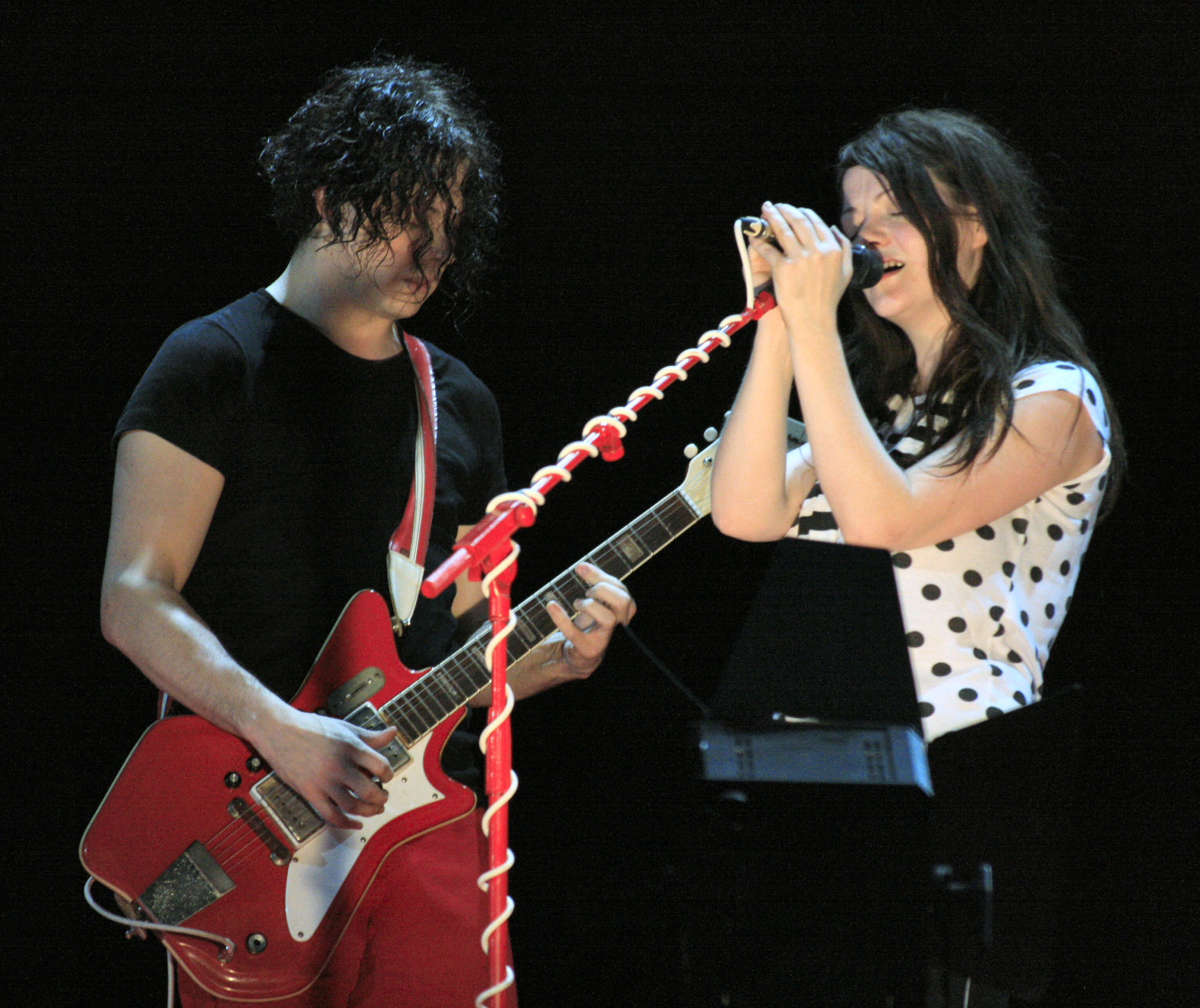
Jack White (trái) là người đầu tiên đứng đầu danh sách nhạc sĩ ngầu nhất vào năm 2002. Đồng đội cùng ban nhạc Meg White (phải) được xếp ở vị trí thứ sau, một năm sau cô leo lên vị trí thứ ba.

Carl Barât của nhóm The Libertines được xếp thứ năm trong danh sách nhạc sĩ ngầu nhất năm 2003. Một năm sau, anh leo lên vị trí đầu danh sách cùng đồng đội Pete Doherty, tính đến năm 2013 thì đây là lần duy nhất có tới hai người đứng đầu danh sách. Nhằm kỷ niệm danh sách năm 2004, bìa của ấn phẩm NME quảng bá danh sách dưới dạng hình ảnh 3D in dạng thấu kính (lenticular 3D image) hình Doherty – mà tạp chí tuyên bố đây là "trường hợp đầu tiên trên thế giới". Một năm sau, Alex Turner (ca sĩ chính của ban nhạc indie rock người Anh Arctic Monkeys) được ghi danh là nhạc sĩ ngầu nhất năm. NME cho biết "tính nguyên bản" của Turner là lý do họ chọn anh cho vị trí này. Sau đó Turner có mặt trong bốn danh sách nhạc sĩ ngầu nhất nữa, tính cả vị trí thứ sáu vào năm 2007 và vị trí thứ tư vào năm 2008.
Năm 2006, người phụ nữ đầu tiên đứng đầu danh sách nhạc sĩ ngầu nhất là Beth Ditto – ca sĩ chính của ban nhạc người Mỹ The Gossip. Danh sách năm 2006 được ghi nhận là danh sách phụ nữ chiếm áp đảo nhất tính đến nay, với năm phụ nữ trong top 10. NME miêu tả Ditto là "sản phẩm đích thực của giới underground", còn Needham khen "giọng cô nghe như Tina Turner súc miệng bằng vòng bi" và "sự hiện diện chói sáng megawatt [của Ditto] trên sân khấu". Trong bài viết của The Observer, nhà báo âm nhạc Kitty Empire nhận xét rằng "việc đặt Beth Ditto ở đầu danh sách nhạc sĩ ngầu nhất là động thái táo bạo cho thấy cuối cùng NME đang đặt ra nghi vấn về thẩm mỹ nam giới trong tổ chức của mình". Khi nhắc đến sự vươn lên thành công của The Gossip trong cuốn hồi ký Coal to Diamonds, Ditto xem việc đứng đầu danh sách nhạc sĩ ngầu nhất là khoảnh khắc "thật kỳ lạ".
Ditto xếp thứ chín trong danh sách nhạc sĩ ngầu nhất năm 2007 – cô được tôn vinh là "trường hợp lớn tuổi nhất" vì tổng số tuổi của những nhân vật có mặt trong danh sách là 1389 (tức mỗi người khoảng 28 tuổi). Người đứng đầu danh sách là giọng ca 23 tuổi tên là Frank Carter của nhóm Gallows, anh ăn mừng bằng cách lên kế hoạch xăm lên chân mình hình xăm ghi "Fuck the NME". Một năm sau, Top 50 được xuất bản độc quyền trên NME.com và chỉ Top 10 mới có mặt trên tạp chí. Giống như năm trước, danh sách năm 2008 nhận được lời khen vì xuất hiện "những nghệ sĩ rock lớn tuổi" như Peter Gabriel, Robert Plant và Johnny Marr. Người đứng đầu danh sách là Alice Glass – giọng ca 20 tuổi của nhóm Crystal Castles.
Năm 2009, danh sách nhạc sĩ ngầu nhất được xuất bản. Một năm sau, danh sách trở lại khi mở rộng lên Top 75 và ca sĩ nhạc dân gian người Anh Laura Marling giành vị trí đầu bảng. Nghệ sĩ cuối cùng xếp đầu danh sách nhạc sĩ ngầu nhất là Azealia Banks – cô được ghi danh là nhân vật ngầu nhất năm 2011. NME ca ngợi Banks bởi "sự nổi loạn của tuổi trẻ" và "thái độ tự tin, bất cần" (can-do, fuck-you attitude). Khi nhận được vinh dự này, Banks phát biểu: "Tôi cực kỳ tài năng đấy."

## Quán quân danh sách nhạc sĩ ngầu nhất
| Năm  | Nghệ sĩ (Ban nhạc)                       | Top 10 | Chú thích |
| ---- | ---------------------------------------- | --- | --------- |
| 2002 | Jack White (The White Stripes)           | - Hạng hai: Fabrizio Moretti (The Strokes) - Hạng ba: Dolf de Datsun (The Datsuns) - Hạng bốn: Karen O (Yeah Yeah Yeahs) - Hạng năm: Mike Skinner (The Streets) - Hạng sáu: Meg White (The White Stripes) - Hạng bảy: Marcie Bolen (The Von Bondies) - Hạng tám: Craig Nicholls (The Vines) - Hạng chín: Nelly - Hạng mười: Pelle Almqvist (The Hives) | [ 4 ]     |
| 2003 | Justin Timberlake                        | - Hạng hai: Brody Dalle (The Distillers) - Hạng ba: Meg White (The White Stripes) - Hạng bốn: Caleb Followill (Kings of Leon) - Hạng năm: Carl Barât (The Libertines) - Hạng sáu: Peaches - Hạng bảy: Chris Cester (Jet) - Hạng tám: Beyoncé - Hạng chín: Albert Hammond, Jr. (The Strokes) - Hạng mười: Karen O (Yeah Yeah Yeahs)                     | [ 7 ]     |
| 2004 | Pete Doherty Carl Barât (The Libertines) | - Hạng hai: Mike Skinner (The Streets) - Hạng ba: Eminem - Hạng bốn: Johnny Borrell (Razorlight) - Hạng năm: Nick McCarthy (Franz Ferdinand) - Hạng sáu: Morrissey - Hạng bảy: Kele Okereke (Bloc Party) - Hạng tám: Martin Tomlinson (Selfish Cunt) - Hạng chín: Brandon Flowers (The Killers) - Hạng mười: Ana Matronic (Scissor Sisters)            | [ 8 ]     |
| 2005 | Alex Turner (Arctic Monkeys)             | - Hạng hai: Liam Gallagher (Oasis) - Hạng ba: Kanye West - Hạng bốn: Antony Hegarty (Antony and the Johnsons) - Hạng năm: Brandon Flowers (The Killers) - Hạng sáu: Devendra Banhart - Hạng bảy: Pete Doherty (Babyshambles) - Hạng tám: Jemina Pearl (Be Your Own Pet) - Hạng chín: Bob Dylan - Hạng mười: Carl Barât (Dirty Pretty Things)           | [ 28 ]    |
| 2006 | Beth Ditto (The Gossip)                  | - Hạng hai: Faris Rotter (The Horrors) - Hạng ba: Lily Allen - Hạng bốn: Jarvis Cocker - Hạng năm: Karen O (Yeah Yeah Yeahs) - Hạng sáu: Kieren Webster (The View) - Hạng bảy: Kate Jackson (The Long Blondes) - Hạng tám: Gerard Way (My Chemical Romance) - Hạng chín: Thom Yorke (Radiohead) - Hạng mười: Lovefoxxx (CSS)                           | [ 29 ]    |
| 2007 | Frank Carter (Gallows)                   | - Hạng hai: Jamie Reynolds (Klaxons) - Hạng ba: Lovefoxxx (CSS) - Hạng bốn: Ryan Jarman (The Cribs) - Hạng năm: Lethal Bizzle - Hạng sáu: Alex Turner (Arctic Monkeys) - Hạng bảy: Kate Nash - Hạng tám: Amy Winehouse - Hạng chín: Beth Ditto (The Gossip) - Hạng mười: Keith Richards (The Rolling Stones)                                           | [ 10 ]    |
| 2008 | Alice Glass (Crystal Castles)            | - Hạng hai: Jay-Z - Hạng ba: Andrew VanWyngarden (MGMT) - Hạng bốn: Alex Turner (Arctic Monkeys/The Last Shadow Puppets) - Hạng năm: Sam Dust (Late of the Pier) - Hạng sáu: Ladyhawke - Hạng bảy: Caleb Followill (Kings of Leon) - Hạng tám: M.I.A. - Hạng chín: Liam Gallagher (Oasis) - Hạng mười: Caroline McKay (Glasvegas)                      | [ 11 ]    |
| 2010 | Laura Marling                            | - Hạng hai: Janelle Monáe - Hạng ba: Kanye West - Hạng bốn: Bethany Cosentino (Best Coast) - Hạng năm: Romy Madley Croft (The xx) - Hạng sáu: Paul Weller - Hạng bảy: Jonathan Pierce (The Drums) - Hạng tám: Jack Barnett (These New Puritans) - Hạng chín: Carl Barât - Hạng mười: Darwin Deez                                                       | [ 30 ]    |
| 2011 | Azealia Banks                            | - Hạng hai: Jarvis Cocker (Pulp) - Hạng ba: Honor Titus (Cerebral Ballzy) - Hạng bốn: Tom Meighan (Kasabian) - Hạng bốn: Sergio Pizzorno (Kasabian) - Hạng sáu: Lana Del Rey - Hạng bảy: Rhys Webb (The Horrors) - Hạng tám: Theo Hutchcraft (Hurts) - Hạng chín: Matt Helders (Arctic Monkeys) - Hạng mười: Ellery Roberts (WU LYF)                   | [ 32 ]    |

1. ↑  Tom Meighan và Sergio Pizzorno của Kasabian cùng chung vị trí thứ tư trong danh sách nhạc sĩ ngầu nhất.[31]

## Danh sách khác
Cùng với danh sách nhạc sĩ ngầu nhất, NME còn thường xuất bản cùng lúc bốn danh sách khác để nhấn mạnh "thái cực khác": "Danh sách nhân vật trông đần nhất" (Fool List), "Danh sách nhân vật từng ngầu, nhưng giờ đã hết" (Had It, Lost It list), "Danh sách nhân vật ngầu nhất không theo nghề nhạc sĩ" (If Only They Rocked List) và "Danh sách địa điểm ngầu nhất" (Cool Places List).
Danh sách nhân vật trông đần nhất (Fool List) liệt kê "10 nhân vật trông đần nhất", được xuất bản cùng với từng danh sách nhạc sĩ ngầu nhất, ngoại trừ các năm 2003, 2006 và 2008. Danh sách đầu tiên có tên là danh sách "Họ nghĩ mình ngầu đấy, nhưng thực ra không hề vậy" (They Think They're Cool... But Aren't) và người đứng đầu bảng là ngôi sao nhạc pop người Anh Robbie Williams. Nicola Wood của NME giải thích rằng Williams "luôn [cố] thể hiện hình ảnh sành điệu và ngầu". Lời bài hát của anh "không còn hợp mốt như xưa nữa". Những đứng đầu danh sách nhân vật trông đần nhất ở những năm tiếp theo là Tổng thống Hoa Kỳ George W. Bush (2004) và phát thanh viên Richard Bacon (2005). Người xếp đầu danh sách nhân vật trông đần nhất năm 2007 là nhạc sĩ Mark Ronson. Sau khi phát hiện ra sự việc, Ronson nhận xét: "Cái danh sách này thật là tệ hại".
Danh sách nhân vật từng ngầu, nhưng giờ đã hết (Had It, Lost It list) xếp hạng những nhân vật "từng ngầu, nhưng giờ họ không còn ngầu nữa". Danh sách lần đầu được xuất bản vào năm 2002 và từ năm ấy được biên soạn cùng với danh sách nhạc sĩ ngầu nhất. Người đứng đầu danh sách đầu tiên là Bobby Gillespie (ca sĩ của ban nhạc indie người Anh Primal Scream) vì đã "hèn nhát" giữ tên bài hát "Bomb the Pentagon", thay vì đổi tên thành "Rise". Richard Archer (giọng ca của ban nhạc indie rock Hard-Fi) đứng đầu danh sách năm 2007 vì "[mặc đồ] trông như một đứa trẻ bỏ thi 11-plus". Những người cuối cùng đứng đầu danh sách là ban nhạc người Anh Gallows - họ xếp ở vị trí số một trong danh sách năm 2011. NME giải thích về lựa chọn này: "Nếu không có anh chàng tóc màu nâu đỏ mất trí hét lên và nhảy khỏi lan can, thì chúng tôi đã chẳng [xếp họ đầu danh sách]".
Danh sách nhân vật ngầu nhất không theo nghề nhạc sĩ (If Only They Rocked list) ghi chép "10 nhân vật ngầu nhất không làm nhạc sĩ", xuất hiện các nghệ sĩ hài, diễn viên, cầu thủ bóng đá, nhân vật hư cấu và mèo. Quán quân đầu tiên vào năm 2002 là ngôi sao Johnny Knoxville của loạt phim truyền hình Jackass, tạp chí khen anh là một "gã cực đoan". Kể từ đó, danh sách được xuất bản cùng với mọi danh sách nhạc sĩ ngầu nhất, trừ năm 2003. Những quán quân gồm có Thủ tướng Hungary Ferenc Gyurcsány, nhà phê bình truyền hình Charlie Brooker và một con chim bồ câu. Cầu thủ bóng đá người Ý Mario Balotelli xếp đầu danh sách năm 2011 vì tỏ ra "xấu tính, thất thường [và] thích bắn pháo hoa trong nhà".
Năm 2003, danh sách địa điểm ngầu nhất (Cool Places list) lần đầu được biên soạn, gồm hai bảng xếp hạng riêng: "Những địa điểm ngầu nhất ở Liên hiệp Anh" và "Những địa điểm ngầu nhất khắp thế giới", mà Leeds và Berlin lần lượt đứng đầu hai bảng này. Năm 2004, hai bảng xếp hạng được gộp thành danh sách "Địa điểm ngầu nhất", mà địa điểm đứng đầu là phần mở rộng của nơi chứa bộ sưu tập đĩa nhạc của DJ John Peel vừa mới mất. Danh sách địa điểm ngầu nhất được biên soạn thêm hai lần nữa, rồi ngừng biên soạn vào năm 2008.
| Năm  | Nhân vật           | Top 10 | Tham khảo |
| ---- | ------------------ | --- | --------- |
| 2002 | Robbie Williams    | - Hạng hai: Fischerspooner - Hạng ba: Shirley Manson (Garbage) - Hạng bốn: Kelly Jones (Stereophonics) - Hạng năm: P. Diddy - Hạng sáu: Fred Durst (Limp Bizkit) - Hạng bảy: Keith Richards (The Rolling Stones) - Hạng tám: Paul Oakenfold - Hạng chín: Blazin' Squad - Hạng mười: Britney Spears                                                                | [ 4 ]     |
| 2004 | George W. Bush     | - Hạng hai: Pete Waterman - Hạng ba: 50 Cent - Hạng bốn: Abi Titmuss - Hạng năm: Missy Elliott - Hạng sáu: Stuart Cable - Hạng bảy: Tom Chaplin (Keane) - Hạng tám: Justin Hawkins (The Darkness) - Hạng chín: Robert Kilroy-Silk - Hạng mười: Jesus | [ 8 ]     |
| 2005 | Richard Bacon      | - Hạng hai: David Cameron - Hạng ba: Vương tử Harry - Hạng bốn: Bồi thẩm đoàn của Michael Jackson - Hạng năm: The Who - Hạng sáu: George W. Bush - Hạng bảy: Coca-Cola - Hạng tám: James Mullord - Hạng chín: Tim Westwood - Hạng mười: James Blunt | [ 28 ]    |
| 2007 | Mark Ronson        | - Hạng hai: Johnny Borrell (Razorlight) - Hạng ba: Blake Fielder-Civil - Hạng bốn: George W. Bush - Hạng năm: David Cameron - Hạng sáu: Jeremy Clarkson - Hạng bảy: Kate Silverton - Hạng tám: Emily Parr - Hạng chín: Những cửa hàng văn phòng phẩm lật ngược ấn bản NME số tháng 5 năm 2007 có hình Beth Ditto khỏa thân ở trang bìa - Hạng mười: Boris Johnson | [ 45 ]    |
| 2010 | Chris Moyles       | - Hạng hai: Insane Clown Posse - Hạng ba: James Corden - Hạng bốn: 50 Cent - Hạng năm: Mary Bale - Hạng sáu: Axl Rose (Guns N' Roses) | [ 46 ]    |
| 2011 | Insane Clown Posse | - Hạng hai: Ricky Gervais - Hạng ba: Ed Sheeran - Hạng bốn: Michael Pedicone (My Chemical Romance) | [ 47 ]    |

1. ↑  Tên danh sách là "Họ nghĩ là mình ngầu... nhưng thực ra không hề"[4]

| Năm  | Nhân vật                                | Top 10 | Tham khảo |
| ---- | --------------------------------------- | --- | --------- |
| 2002 | Bobby Gillespie (Primal Scream)         | - Hạng hai: Richard Ashcroft (The Verve) - Hạng ba: Eminem - Hạng bốn: Jarvis Cocker (Pulp) - Hạng năm: Ol' Dirty Bastard - Hạng sáu: Thomas Bangalter (Daft Punk) - Hạng bảy: Jonathan Davis (Korn) - Hạng tám: Christina Aguilera - Hạng chín: Madonna - Hạng mười: Liam Howlett (The Prodigy) | [ 36 ]    |
| 2003 | Nick Jago (Black Rebel Motorcycle Club) | - Hạng hai: Stuart Cable - Hạng ba: Kelly Osbourne - Hạng bốn: Pete Doherty (The Libertines) - Hạng năm: Nelly - Hạng sáu: Ryan Adams - Hạng bảy: Nikolai Fraiture (The Strokes) - Hạng tám: Carlos D (Interpol) - Hạng chín: Courtney Love - Hạng mười: Electric Six                            | [ 48 ]    |
| 2004 | Black Rebel Motorcycle Club             | - Hạng hai: Craig Nicholls (The Vines) - Hạng ba: Justin Timberlake - Hạng bốn: Beyoncé - Hạng năm: Wayne Rooney - Hạng sáu: Bất kỳ ai xem xét một bản remix của "Take Me Out" - Hạng bảy: Busted - Hạng tám: Pubic lice - Hạng chín: Friendster - Hạng mười: Tim Jonze                          | [ 49 ]    |
| 2005 | Courtney Love                           | - Hạng hai: Eminem - Hạng ba: Dominic Masters (The Others) - Hạng bốn: Arsenal F.C. - Hạng năm: Sharon Osbourne - Hạng sáu: Goldie Lookin Chain - Hạng bảy: Bez - Hạng tám: Selfish Cunt - Hạng chín: Queens of Noize                                                                            | [ 50 ]    |
| 2006 | Jake Shears (Scissor Sisters)           | - Hạng hai: Morrissey - Hạng ba: Dev Hynes - Hạng bốn: Ryan Adams - Hạng năm: Gwen Stefani - Hạng sáu: Hope of the States - Hạng bảy: David Walliams - Hạng tám: "Monster" của The Automatic - Hạng chín: Johnny Borrell (Razorlight) - Hạng mười: The Magic Numbers                             | [ 51 ]    |
| 2007 | Richard Archer (Hard-Fi)                | - Hạng hai: Sugababes - Hạng ba: Donny Tourette (Towers of London) - Hạng bốn: The Libertines - Hạng năm: Kanye West - Hạng sáu: Iggy Pop - Hạng bảy: Mystery Jets - Hạng tám: Paul Smith (Maxïmo Park) - Hạng chín: Paul Mullen (yourcodenameis:milo/The Automatic)                             | [ 37 ]    |
| 2008 | James Bond                              | - Hạng hai: James Smith (Hadouken!) - Hạng ba: Amy Winehouse - Hạng bốn: Phát hành album trực tuyến - Hạng năm: Các dịp tái hợp của ban nhạc - Hạng sáu: Ria mép của Brandon Flowers | [ 52 ]    |
| 2010 | Moe Tucker                              | - Hạng hai: Nick Clegg - Hạng ba: Facebook - Hạng bốn: Kings of Leon - Hạng năm: Richard Ashcroft - Hạng sáu: Interpol - Hạng bảy: Eminem | [ 53 ]    |
| 2011 | Gallows                                 | - Hạng hai: Darwin Deez - Hạng ba: Chris Addison - Hạng bốn: M.I.A. | [ 39 ]    |

| Năm  | Nhân vật                              | Top 10 | Chú thích |
| ---- | ------------------------------------- | --- | --------- |
| 2002 | Johnny Knoxville                      | - Hạng hai: Edward Norton - Hạng ba: Freddie Ljungberg - Hạng bốn: Peter Kay - Hạng năm: Shannyn Sossamon - Hạng sáu: Verne Troyer - Hạng bảy: Banksy - Hạng tám: Samantha Morton - Hạng chín: Chris Cunningham - Hạng mười: Gavin McInnes                                 | [ 40 ]    |
| 2004 | Scarlett Johansson                    | - Hạng hai: Hedi Slimane - Hạng ba: Thierry Henry - Hạng bốn: Simon Pegg - Hạng năm: Type2error - Hạng sáu: David Starkey - Hạng bảy: Keira Knightley - Hạng tám: Jim Jarmusch - Hạng chín: Michael Moore - Hạng mười: Sienna Miller                                       | [ 54 ]    |
| 2005 | Larry David                           | - Hạng hai: Charlotte Church - Hạng ba: Johnny Depp - Hạng bốn: Noel Fielding - Hạng năm: Gael García Bernal | [ 55 ]    |
| 2006 | Ferenc Gyurcsány                      | - Hạng hai: Andy Nicholson - Hạng ba: David Tennant - Hạng bốn: Lindsay Lohan - Hạng năm: Hugo Chávez - Hạng sáu: Carri Mundane - Hạng bảy: Noel Fielding - Hạng tám: David Banda - Hạng chín: Alan Bennett - Hạng mười: Rosie Webster và Craig Harris (Coronation Street) | [ 56 ]    |
| 2007 | Sam Riley                             | - Hạng hai: Bruce Parry - Hạng ba: Noel Fielding - Hạng bốn: Stanley Donwood - Hạng năm: David Gest - Hạng sáu: Hugo Chávez - Hạng bảy: Flight of the Conchords - Hạng tám: Doris Lessing                                                                                  | [ 57 ]    |
| 2008 | Charlie Brooker                       | - Hạng hai: WALL-E (WALL-E) - Hạng ba: Jon Stewart - Hạng bốn: Richard Ayoade - Hạng năm: Heath Ledger - Hạng sáu: Omar Little (The Wire) - Hạng bảy: Super Hans (Peep Show) - Hạng tám: Rorschach (Watchmen) - Hạng chín: Jimmy Bullard                                   | [ 58 ]    |
| 2010 | Con bồ câu ỉa lên mặt Jared Followill | - Hạng hai: Jon Stewart - Hạng ba: Snacks - con mèo của Bethany Cosentino - Hạng bốn: Orphee - con mèo của Klaxons - Hạng năm: Don Draper (Mad Men) - Hạng sáu: Vicky McClure - Hạng bảy: James Buckley                                                                    | [ 59 ]    |
| 2011 | Mario Balotelli                       | - Hạng hai: Vod (Fresh Meat) - Hạng ba: Brian Cox - Hạng bốn: Richard Ayoade | [ 41 ]    |

| Năm                    | Địa điểm                                                | Top 10 | Chú thích |
| ---------------------- | ------------------------------------------------------- | --- | --------- |
| 2003 (ở Liên hiệp Anh) | Leeds                                                   | - Hạng hai: Brighton - Hạng ba: Liverpool - Hạng bốn: Glasgow - Hạng năm: Sheffield - Hạng sáu: Manchester - Hạng bảy: Fowey - Hạng tám: Sunderland - Hạng chín: Stoke Newington                                                                           | [ 42 ]    |
| 2003 (khắp thế giới)   | Berlin                                                  | - Hạng hai: Los Angeles - Hạng ba: Bắc Kinh - Hạng bốn: Rio de Janeiro - Hạng năm: Möja - Hạng sáu: Omaha - Hạng bảy: Montreal - Hạng tám: Mumbai - Hạng chín: Detroit                                                                                     | [ 43 ]    |
| 2004                   | Phần mở rộng nơi chứa bộ sưu tập đĩa nhạc của John Peel | - Hạng hai: Wat Tham Krabok - Hạng ba: Glasgow - Hạng bốn: Lâu đài của Beyoncé tại Nhạc hội Reading - Hạng năm: Quán rượu tại Nhạc hội Glastonbury - Hạng sáu: Omaha - Hạng bảy: Aylsham - Hạng tám: Tayyabs - Hạng chín: Manchester - Hạng mười: Montreal | [ 44 ]    |
| 2005                   | Yorkshire                                               | - Hạng hai: Barcelona - Hạng ba: Chichester - Hạng bốn: Bora Bora - Hạng năm: Đảo Eel Pie - Hạng sáu: Montreal - Hạng bảy: Venezuela - Hạng tám: Malaysia - Hạng chín: Lisbon - Hạng mười: Turkmenistan                                                    | [ 60 ]    |
| 2007                   | Portland, Oregon                                        | - Hạng hai: Cardiff - Hạng ba: Los Angeles - Hạng bốn: Wakefield - Hạng năm: St Albans - Hạng sáu: Coventry - Hạng bảy: Henley-on-Thames - Hạng tám: Brasil - Hạng chín: Trung Quốc - Hạng mười: Đông Luân Đôn                                             | [ 61 ]    |

## Phê bình

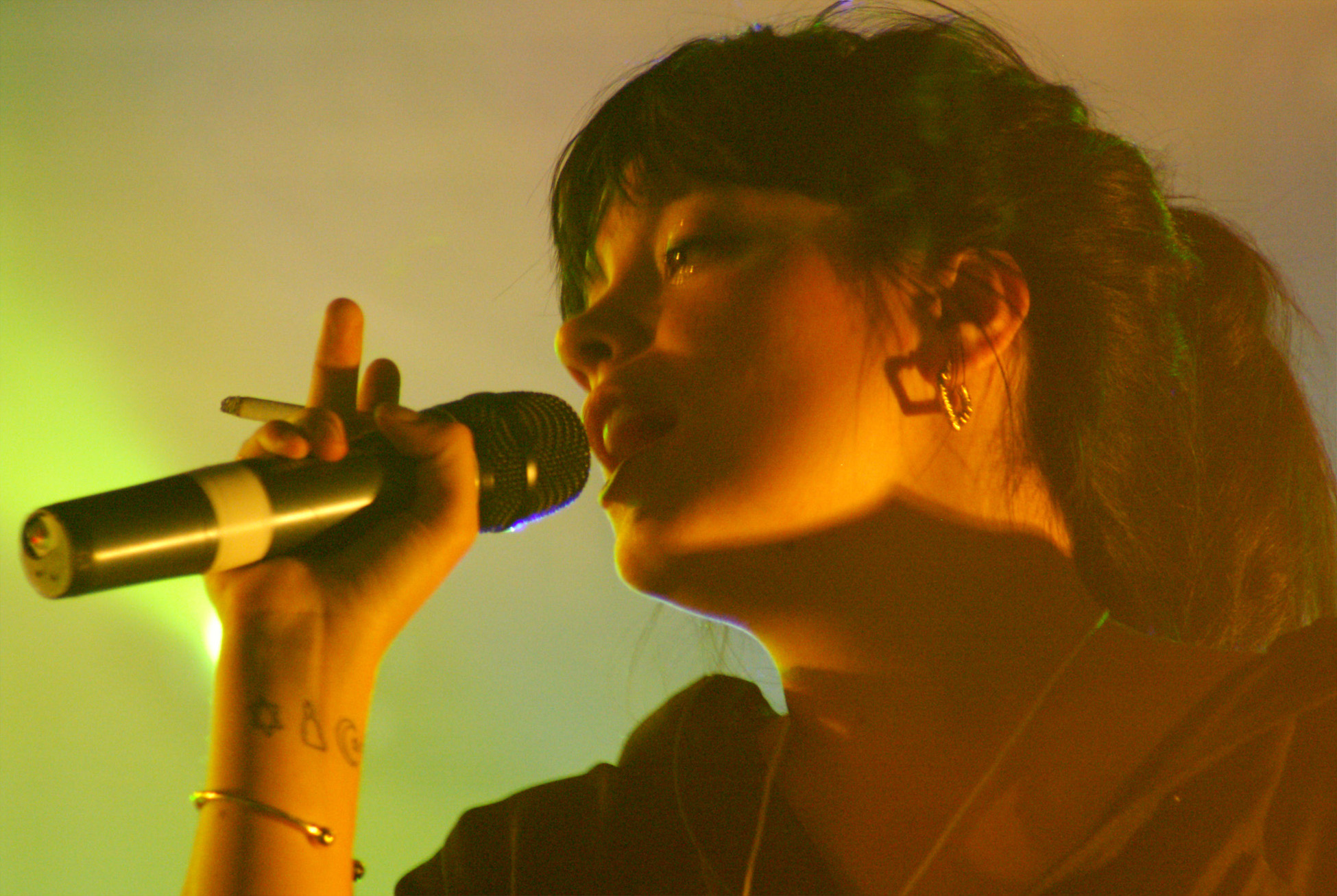
Ca sĩ nhạc pop người Anh Lily Allen nhận xét NME là những kẻ "phân biệt giới tính" và "coi thường khiếm nhã" vì chuyên mục về danh sách nhạc sĩ ngầu nhất năm 2006.

Theo Neil Robinson (giám đốc xuất bản của NME), danh sách nhạc sĩ ngầu nhất thường làm tạo ra "phản ứng mạnh" từ giới phê bình. Kể từ lần đầu xuất hiện vào năm 2002, danh sách đã thu hút phản ứng từ một số nguồn tin truyền thông. Sau khi ghi danh Pete Doherty là nhạc sĩ "ngầu nhất" năm 2004, tạp chí vấp phải sự phê bình của các tổ chức từ thiện về ma túy và bị cáo buộc 'tôn vinh' hành vi lạm dụng ma túy, vì khi đó Doherty đang phải đấu tranh chống nghiện cả heroin và crack cocaine. Rebecca Cheshire của tổ chức từ thiện về ma túy Addaction giải thích rằng "những thiếu niên đang dễ bị tổn thương trước ma túy hạng nặng và và không phải ai cũng có thể tìm đến điều trị ở những chương trình cai nghiện tốn kém như các ngôi sao nhạc rock". Needham đáp lại rằng tạp chí không cổ xúy lạm dụng ma túy và "Pete Doherty trở thành người ngầu nhất không phải do nghiện heroin".
Sau khi danh sách nhạc sĩ ngầu nhất năm 2006 được xuất bản, ngôi sao nhạc pop người Lily Allen xếp thứ ba năm ấy. Cô phê bình tạp chí vì chọn một tấm hình của ban nhạc rock Muse để làm bìa tạp chí, thay vì ảnh của của nhân vật nữ có mặt trong top 10 của danh sách. Trong bài blog đăng trên MySpace, Allen nhận xét NME là "coi thường khiếm nhã" và "phân biệt giới tính". Allen nhắc trực tiếp đến tạp chí: "Các người đưa Muse lên bìa vì mấy người nghĩ độc giả có thể chẳng mua cuốn tạp chí có hình người đồng tính nữ thừa cân hay một người chẳng mấy hấp dẫn như tôi trên trang bìa. Đúng là lũ khốn". Beth Ditto của nhóm The Gossip (từng xếp đầu danh sách) nhất trí khi bình phẩm các nhà báo của NME là "lũ gà" và cho rằng họ "hoàn toàn thoái thác" trên trang bìa.
Khi bàn luận về danh sách nhạc sĩ ngầu nhất năm 2010, nhà phê bình âm nhạc Neil McCormick phê bình danh sách thiếu tính đa dạng về chủng tộc. Trong bài viết cho The Daily Telegraph, McCormick lưu ý rằng "theo góc nhìn của NME, hiện giờ chỉ có bảy nhân vật da đen ngầu trong văn đại chúng", khi mà những rapper người Anh thành danh như Tinie Tempah và Dizzee Rascal không lọt vào được danh sách. Khi tóm tắt quan điểm của mình, McCormick bình luận rằng ông thấy danh sách "thật đáng quan ngại" và mỉa mai: "Liệu đây có phải lý do tôi tham gia vào những cuộc chiến punk không?"

## Album tổng hợp
Nhân dịp trùng với việc xuất bản các danh sách nhạc sĩ ngầu nhất năm 2004–05, NME đã sản xuất hai album tổng hợp – cả hai album đều có nhạc của những nghệ sĩ đạt thứ hạng cao trong danh sách. Album đầu tiên (có nhan đề là NME: The Cool List) là một đĩa CD bản giới hạn – món quà nhỏ được lồng vào bìa trước (covermount) của số tạp chí ra ngày 4 tháng 12 năm 2004, tức một tuần sau khi thông báo về danh sách năm ấy. Album có 15 bài, bao gồm những ca khúc của các ban nhạc như Babyshambles, Goldie Lookin Chain, The Futureheads và Bloc Party. Album tổng hợp thứ hai (mang tên NME: The Cool List 2005) được lồng vào bìa trước của ấn phẩm NME số ngày 26 tháng 11 năm 2005. Đĩa CD gồm 16 bài – những bài hát của The Cribs, Test Icicles và Antony and the Johnsons. Khi bàn luận về đĩa tổng hợp, quản lý bộ phận marketing cấp cao Nick New nhận xét: "Đĩa CD danh sách nhạc sĩ ngầu nhất của NME là một cách tuyệt vời để NME trình bày những việc mà chúng tôi làm tốt nhất. NME mang đến những ban nhạc mới thú vị cho độc giả của chúng tôi!"